# Women's Auxiliary Air Force
De Women's Auxiliary Air Force (WAAF) – waarvan de leden werden aangeduid als WAAFs (wæfs) – was een door vrouwen geëquipeerde en geleide hulporganisatie van de Royal Air Force tijdens de Tweede Wereldoorlog; zij is opgericht in 1939. De WAAF telde op haar hoogtepunt in 1943 182 000 medewerkers; wekelijks schreven zich toen meer dan 2 000 vrouwen in.

## Operationeel
Van 1918 tot 1920 bestond er een Women's Royal Air Force. Kort voor de Tweede Wereldoorlog werd de vergelijkbare WAAF opgericht op 28 juni 1939 ter ondersteuning van de luchtmacht, bij toenemend gebrek aan arbeidskrachten. De organisatie absorbeerde de achtenveertig RAF-bedrijven waaruit de Auxiliary Territorial Service (ATS, de vrouwentak van het Britse leger) bestond die sinds 1938 separaat waren ontstaan. Op dat moment gold er nog geen dienstplicht voor vrouwen; die begon pas in 1941 en betrof alleen vrouwen tussen de 20 en 30 jaar. Zij kregen bovendien de keuze tussen de Auxiliary en fabriekswerk, zoals munitiehulzen vullen.

### Training
Vrouwen die voor de WAAF werden aangeworven, kregen een basistraining. Deze vond plaats op een van vijf locaties in West Drayton, Harrogate, Bridgnorth, Innsworth of Wilmslow. Trainingen werden niet op alle locaties tegelijkertijd gegeven. Vanaf 1943 was deze basistraining voor WAAF-rekruten alleen gevestigd in Wilmslow.

### Disciplines

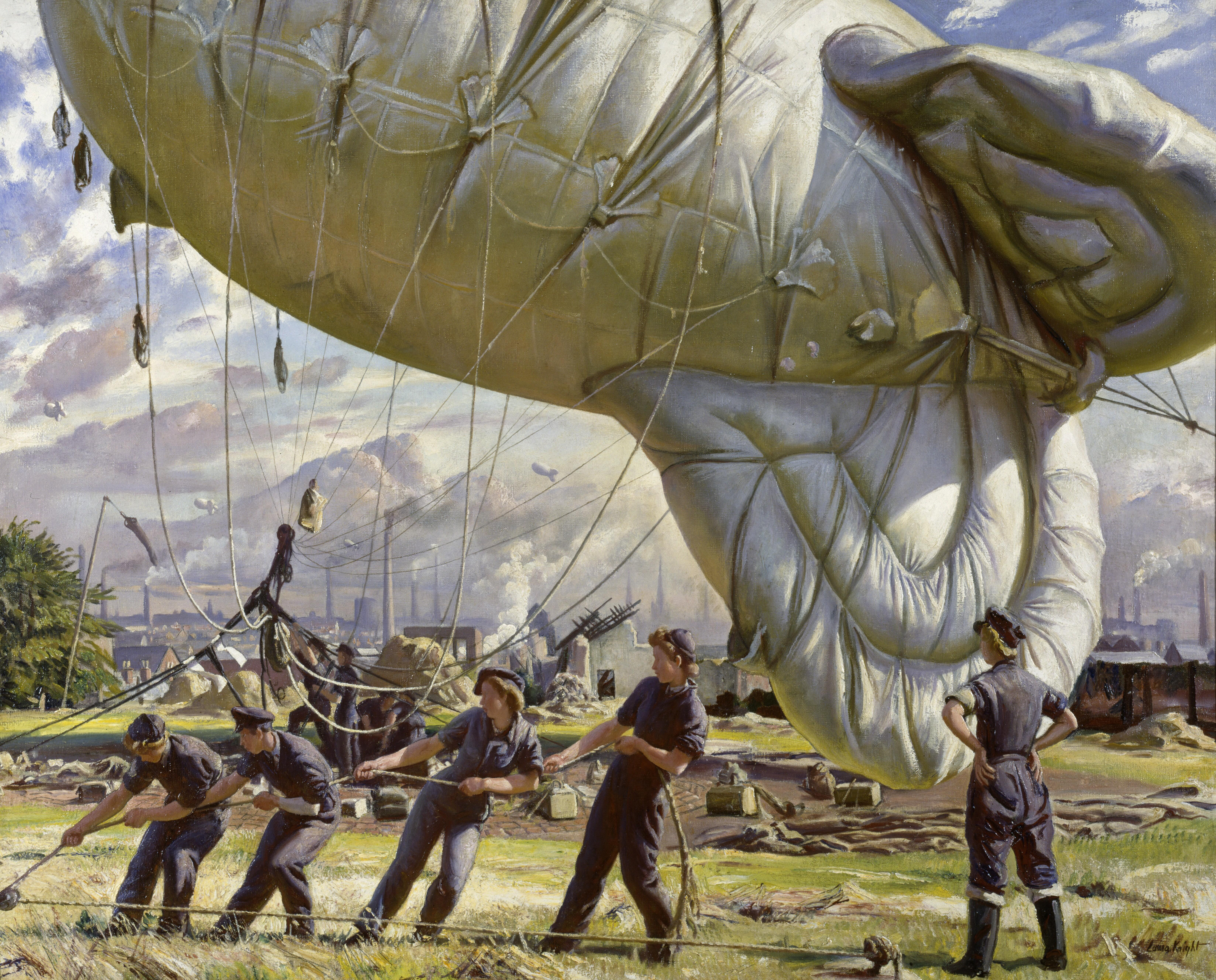
Een versperringsballon op de plaats gehesen door een team in WAAF-overalls met de stad Coventry op de achtergrond

De militairen van de WAAF waren verdeeld over 15 taak- en vakgebieden.
WAAFs dienden niet als bemanning. De inzet van vrouwelijke piloten bleef beperkt tot de civiele Air Transport Auxiliary (ATA). Hoewel zij niet aan actieve gevechten deelnamen, werden ze aan dezelfde gevaren blootgesteld als iedereen aan het 'thuisfront' die aan militaire installaties werkte. Ze waren actief bij het inpakken van parachutes en het bemannen van spervuurballonnen.

WAAF flight mecaniciens trekken de blokken onder de wielen van een Miles Martinet TT Mark I vandaan (No.289 Squadron RAF op Turnhouse, Midlothian (Schotland))

Daarnaast zorgden zij voor catering, meteorologie, radar, vliegtuigonderhoud, transport of verrichtten communicatietaken, waaronder het bedienen van draadloze telefonische en telegrafische centrales of werkten bij Bomber Command. Ook werkten sommigen met codes en sleutels. Anderen analyseerden verkenningsfoto's of voerden militaire inlichtingenoperaties uit.

### Plotters
WAAFs speelden een cruciale rol in het aansturen van vliegtuigen, zowel in radarstations als iconisch als plotters in controlekamers – met name tijdens de Slag om Engeland. Deze controlekamers dirigeerden de gevechtsvliegtuigen richting de Luftwaffe en brachten zowel de positie van eigen als van vijandelijke vliegtuigen in kaart. Plotters waren daarbij verantwoordelijk voor het datamanagement van een specifieke sector en voor het letterlijk op de kaart zetten van de vliegbewegingen, zodat een luchtaanval gemonitord kon worden.

### Medisch personeel

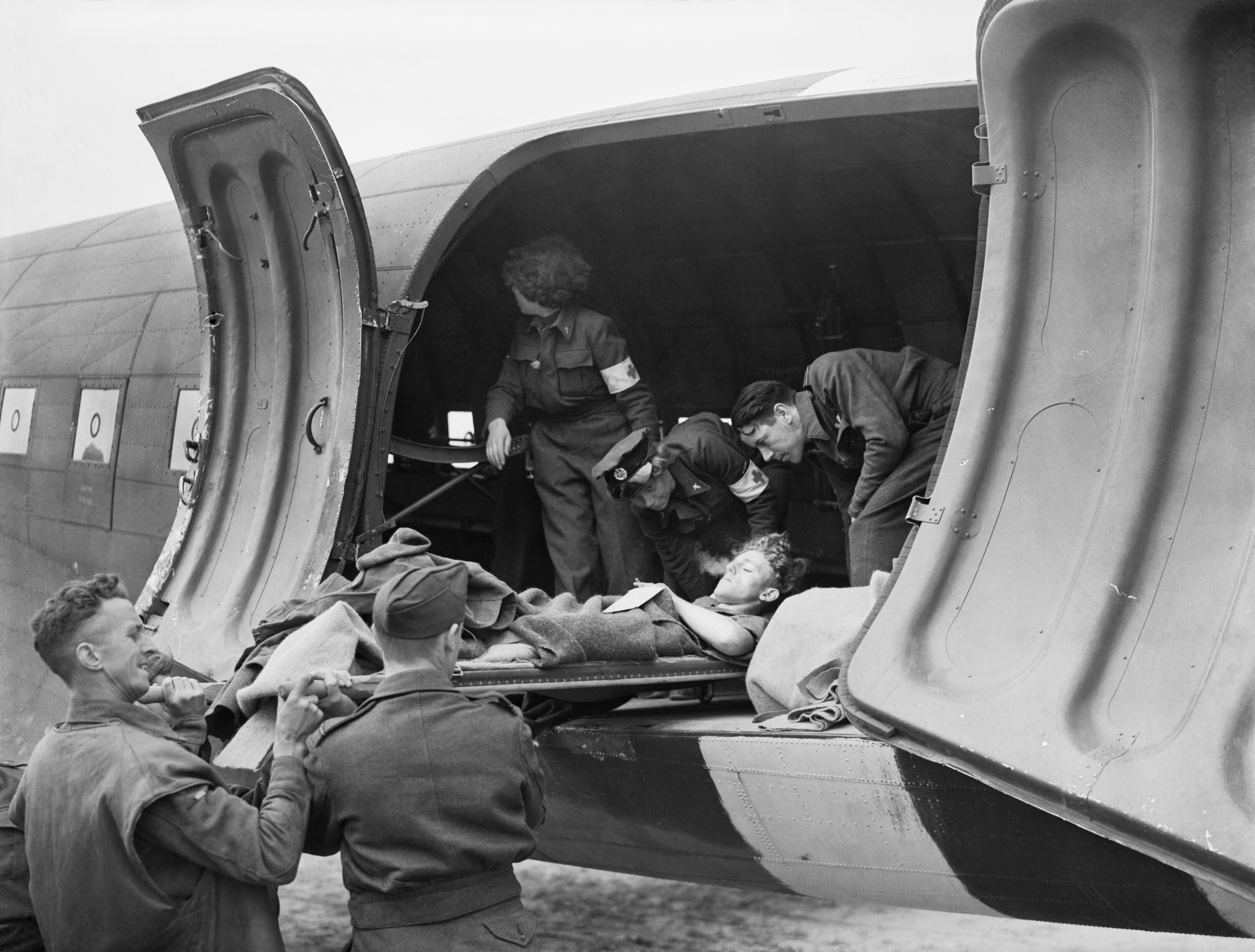
Bemanning en WAAF-assistent-verpleegsters helpen een gewonde in een Dakota Mark III van het nr.233 Squadron RAF hijsen op B2/Bazenville in Normandië.

Gediplomeerde verpleegkundigen van de luchtmacht traden niet tot de WAAF toe, maar behoorden tot de Royal Air Force Nursing Service van Princess Mary. En vrouwelijke artsen en tandartsen werden in dienst genomen bij de Royal Air Force en kregen RAF-rangen.

### Rangen
Aanvankelijk gebruikte de WAAF het classificatiesysteem van de ATS, hoewel haar directeur de rang kreeg van Senior Controller (equivalent aan Brigadier in het Britse leger of Air Commodore in de RAF) in plaats van Chief Controller (equivalent aan Major-General of Air Vice-Marshal). In december 1939 werd de naam gewijzigd in Air Commandant. De koningin was de Commandant-in-Chief.
Onderofficieren kregen toen dezelfde rangen als mannelijk RAF-personeel, maar officieren bleven een apart rangenstelsel houden en anders dan dat van de ATS. Vanaf februari 1940 was het niet langer mogelijk om als rekruut rechtstreeks als officier te worden aangesteld; sindsdien werden alle officieren benoemd vanuit de onderofficiersrangen. Met ingang van juli 1941 hadden WAAF-officieren volledige officiersaanstellingen.
WAAFs kregen twee derde van het loon van hun mannelijke tegenhangers in de RAF-geledingen.

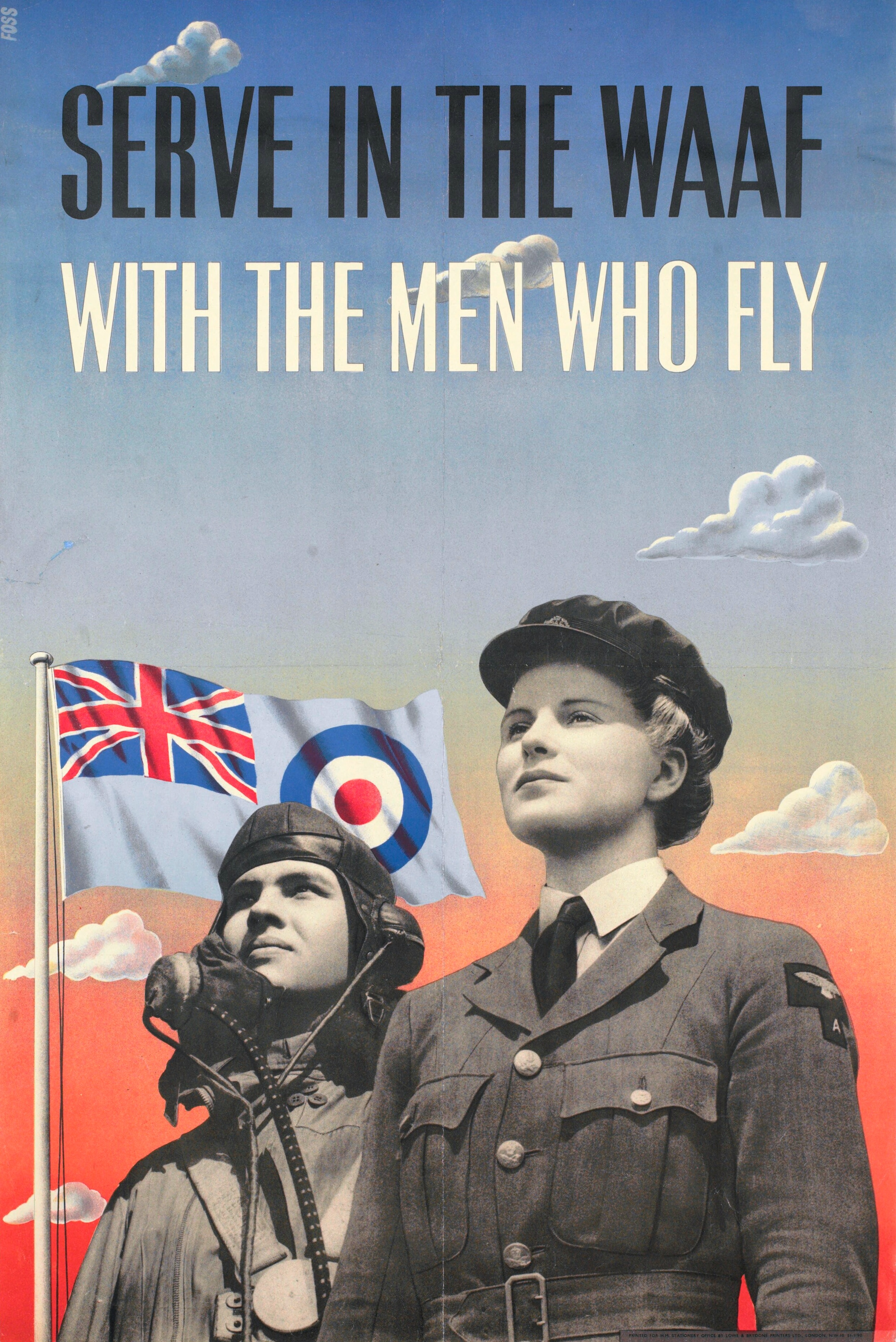
WAAF-wervingsposter

In onderstaande uitklapbare tabel zijn de WAAF-rangen weergegeven.
| Rangen binnen de WAAF voor en vanaf 1940                                                                          | Rangen binnen de WAAF voor en vanaf 1940 | Rangen binnen de WAAF voor en vanaf 1940 |
| --- | ---------------------------------------- | ---------------------------------------- |
| WAAF voor januari 1940                                                                                            | WAAF na januari 1940                     | RAF-equivalenten                         |
| Aircraftwoman 2e Klasse (ACW2)                                                                                    | Aircraftwoman 2e Klasse (ACW2)           | Aircraftman 2nd Class (AC2)              |
| Aircraftwoman 1st Class (ACW1)                                                                                    | Aircraftwoman 1st Class (ACW1)           | Aircraftman 1st Class (AC1)              |
| nvt | Leading Aircraftwoman (LACW)             | Leading Aircraftman (LAC)                |
| Assistent sectieleider                                                                                            | Korporaal                                | Korporaal                                |
| Sectieleider | Sergeant                                 | Sergeant                                 |
| Senior sectieleider                                                                                               | Flight Sergeant 1                        | Flight Sergeant                          |
| nvt | Warrant Officer 2                        | Warrant Officer                          |
| Compagnie-assistent                                                                                               | Assistent sectie officier                | Piloot officier                          |
| Plaatsvervangend Compagniecommandant                                                                              | Afdeling officier                        | Vliegende officier                       |
| Compagniecommandant                                                                                               | Flight Officer                           | Flight Lieutenant                        |
| Senior Commandant                                                                                                 | Squadron-officier                        | Eskaderleider                            |
| Hoofdcommandant                                                                                                   | Wing Officer                             | Vleugel commandant                       |
| Controller | Group Officer                            | Groepskapitein                           |
| Senior controller                                                                                                 | Luchtcommandant                          | Air Commodore                            |
| nvt | Air Chief Commandant 3                   | Air Vice-maarschalk                      |
| nvt | nvt                                      | Luchtmaarschalk                          |
| nvt | nvt                                      | Air Chief Marshal                        |
| nvt | nvt                                      | Maarschalk van de Royal Air Force        |
| |                                          |                                          |
| nvt: geen geautoriseerde rang; 1) ook Senior Sergeant genoemd; 2) ook Under Officer genoemd; 3) in 1943 gecreëerd |                                          |                                          |

### Demobilisatie
Tegen het einde van de Tweede Wereldoorlog was het aantal inschrijvingen voor de WAAF afgenomen en het effect van de demobilisatie moest het overgrote deel van de medewerkers van de Auxiliary buiten dienst stellen. Het restant van de WAAF, nog slechts bestaand uit enkele honderden manschappen, werd op 1 februari 1949 omgedoopt tot Women's Royal Air Force. Deze is in 1994 volledig geïntegreerd in de RAF.

## Bestuurders
Op 1 juli 1939 werd Jane Trefusis Forbes benoemd tot directeur van de WAAF; zij kreeg de rang van Senior Controller en werd later Air Commandant. Op 1 januari 1943 werd zij bevorderd tot Air Chief Commandant. Op 4 oktober 1943 werd Forbes – toen zij door Canada reisde voor de opbouw en beoordeling van de Royal Canadian Air Force Women's Division – in haar functie waargenomen door HKH princess Alice, Hertogin van Gloucester, die sinds 1939 hoofd was van de WAAF. Forbes ging in augustus 1944 met pensioen en de functie van directeur werd aan Mary Welsh gegeven. In december 1946 werd Felicity Hanbury tot de laatste directeur van de WAAF benoemd.
- Air Chief Commandant Dame Jane Trefusis Forbes, juni 1939 - 4 oktober 1943
- Air Chief Commandant HKH Princess Alice, Hertogin van Gloucester, 4 oktober 1943 - augustus 1944
- Air Chief Commandant Dame Mary Welsh, augustus 1944 - november 1946
- Luchtcommandant Dame Felicity Hanbury, december 1946 - januari 1949

## WAAFs bij SOE
Verschillende leden van de WAAF dienden tijdens de Tweede Wereldoorlog als geheim agent bij de Special Operations Executive.

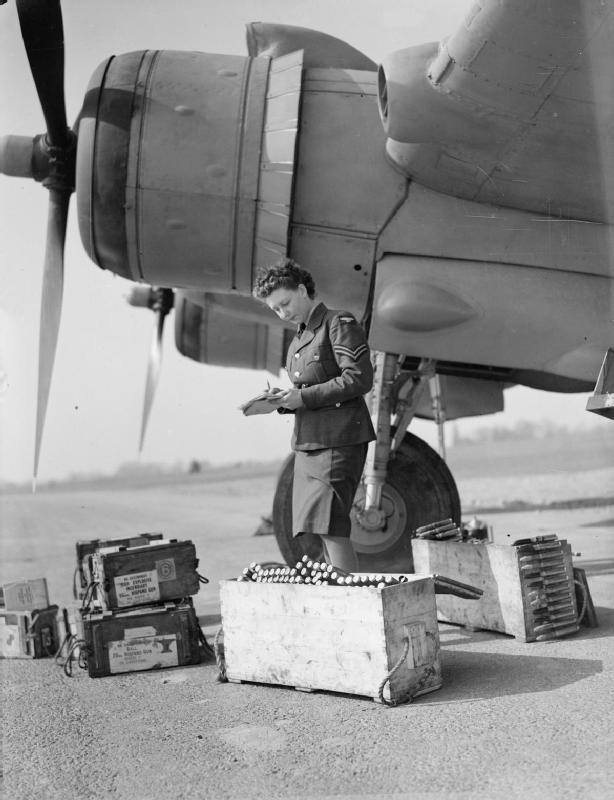
Een WAAF-korporaal checkt een voorraad 20mm Hispano kogels, voordat zij in een Bristol Beaufighter NF Mark VI van Nr.96 Squadron RAF worden geladen op RAF Honiley, Warwickshire

- Assistent sectiemedewerker Noor Inayat Khan, postuum vermeld in de Dagorders en onderscheiden met het Franse Croix de Guerre met Gouden Ster en het George Cross, de hoogste Britse dapperheidsonderscheiding (niet in het zicht van de vijand);[22]
- Sectiemedewerker en Flight Officer Yvonne Baseden (wireless operator in netwerk Scolar), onderscheiden met het Legion d'honneur, Croix de Guerre avec palme, MBE, Croix du combattant volontaire de la Résistance;
- Sectiemedewerker Yolande Beekman, aan wie postuum het Franse Croix de Guerre is toegekend;
- Assistent sectiemedewerker Sonya Butt (9910) (netwerk Headmaster) onderscheiden met de MBE;
- Sectiemedewerker Muriel Byck (wireless operator in netwerk Ventriloquist), vermeld in de Dagorders;
- Flight Officer Yvonne Cormeau (wireless operator in netwerk Wheelwright) onderscheiden met de MBE, het Légion d'honneur, het Croix de Guerre en het Croix du combattant volontaire de la Résistance;
- Flight Officer Alix d'Unienville onderscheiden met de titel Chevalier de la Légion d'honneur, het Croix de Guerre en de Prix Albert-Londres;
- Flight Officer Krystyna Skarbek (ook bekend als Christine Granville), onderscheiden met de OBE, George Medal en het Croix de Guerre;
- Sectiemedewerker Mary Katherine Herbert (courier in netwerk Scientist), onderscheiden met het Croix de Guerre;
- Sectiemedewerker Phyllis Latour (wireless operator in netwerk Scientist), onderscheiden met onder meer de MBE, het Croix de Guerre en het het Legion d'honneur;
- Sectiemanager Cecily Lefort, kreeg postuum het Franse Croix de Guerre toegekend;
- Sectiemedewerker Patricia O'Sullivan (wireless operator in netwerk Fireman), onderscheiden met de MBE en het Croix de Guerre;
- Sergeant Haviva Reik (ook bekend als Ada Robinson);
- Assistent sectie officier Lilian Rolfe, postuum onderscheiden met de MBE en het Croix de Guerre;
- Sectiemedewerker Diana Rowden, kreeg postuum de MBE en het Croix de Guerre toegekend;
- Sectiemanager Anne-Marie Walters (courier in netwerk Wheelwright), is onderscheiden met de MBE, het Croix de Guerre en de Médaille de la Reconnaissance Française.
- Leider van het netwerk Wrestler in het Franse departement Indre Pearl Witherington, onderscheiden met de MBE, het Légion d'honneur en het Croix de Guerre.

## Vliegende Nightingales

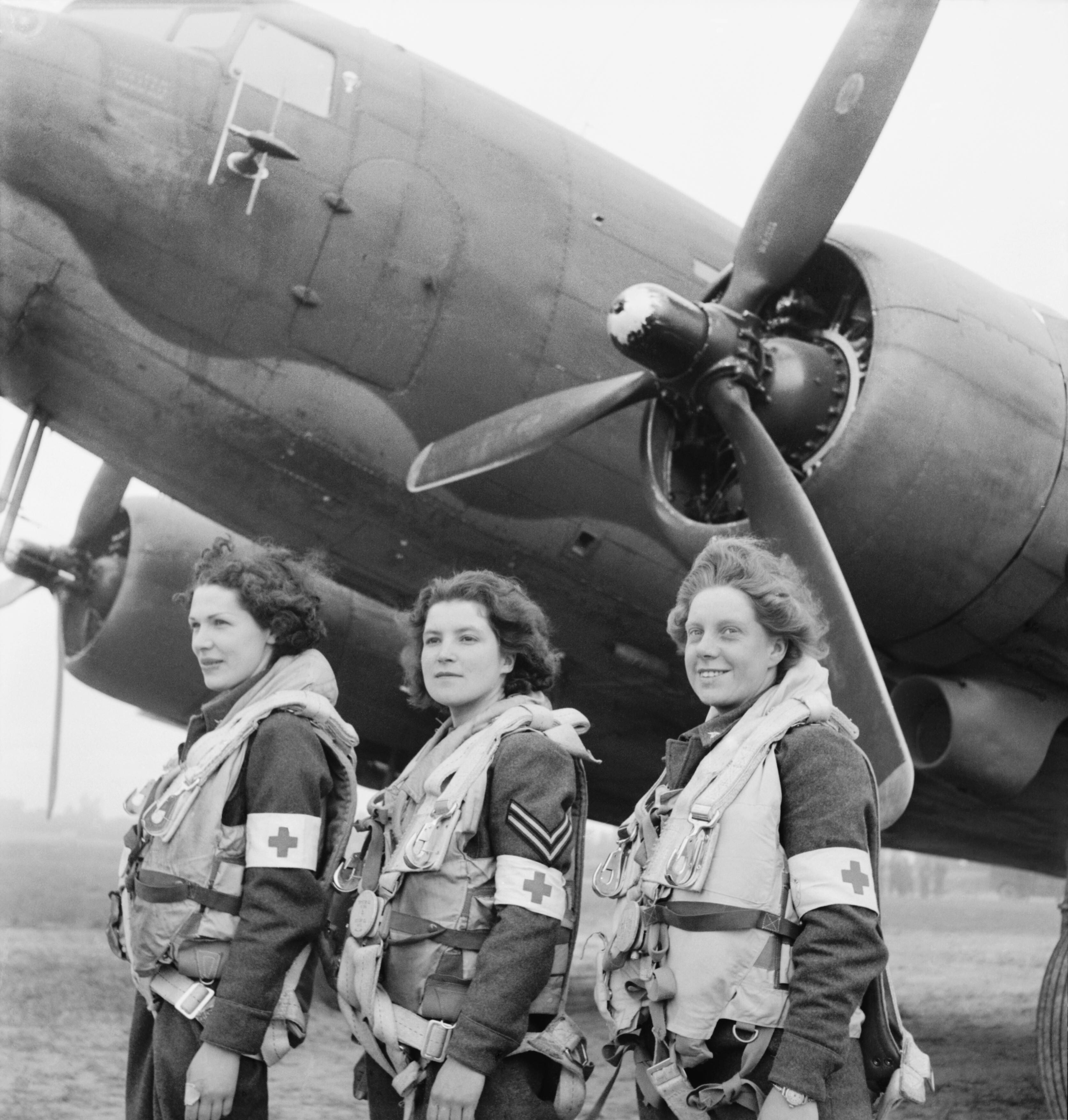
De eerste selectie WAAF-assistent verpleegsters met ambulancetaken op vluchten vanuit Frankrijk (13 juni 1944).

Assistent-verpleegsters van de WAAF vlogen mee in RAF-transportvliegtuigen om gewonden van de slagvelden van Normandië te evacueren. Zij werden door de pers Flying Nightingales genoemd. De RAF Air Ambulance Unit vloog onder het commando van 46 Group Transport Command vanaf RAF Down Ampney (Gloucestershire), RAF Broadwell (bij Broadwell (Oxfordshire)) en RAF Blakehill Farm ten zuidwesten van Cricklade (Wiltshire). RAF Dakota’s vervoerden militaire voorraden en munitie, waardoor zij niet het Rode Kruis konden voeren.
Training voor verpleging in de luchtambulance behelsde instructies in het gebruik van zuurstof, injecties en het leren behandelen van bepaald soort verwondingen, zoals gebroken botten, ontbrekende ledematen, hoofdletsel, brandwonden en colostomie. Daarnaast moesten de WAAFs leren welke effecten vliegreizen en hoogte met zich mee brachten.
In oktober 2008 ontvingen de zeven nog levende WAAF-assistent-verpleegsters een prijs voor hun levenswerk uit handen van de hertogin van Cornwall.

## Galerij

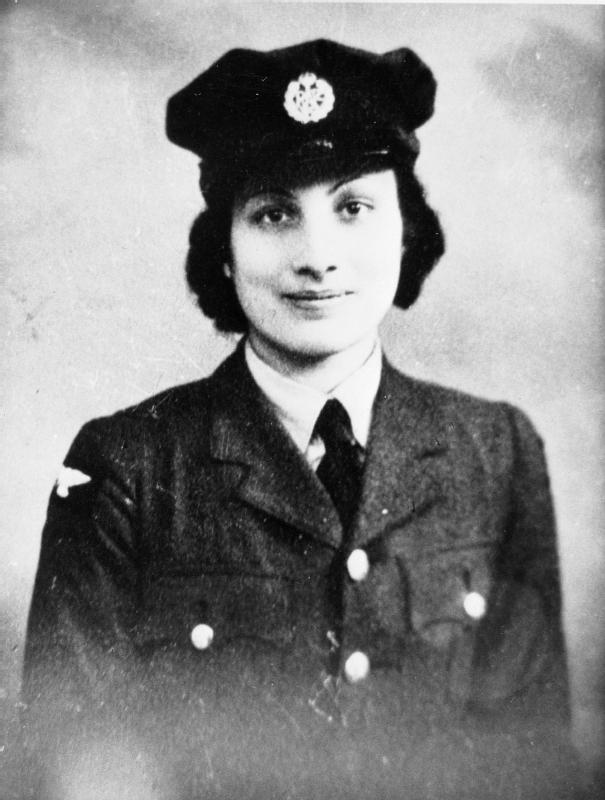
Noor Inayat Khan
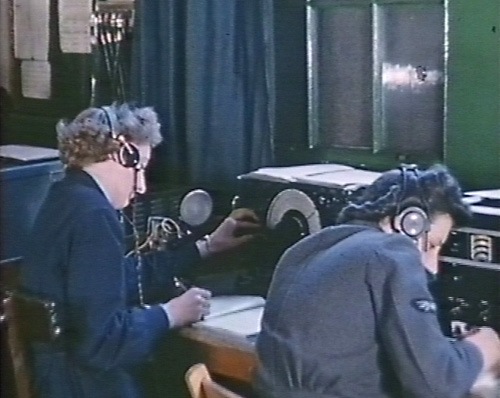
WAAF Radio Operators tijdens Operatie Corona
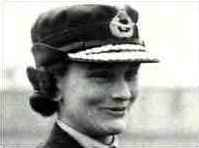
HKH Prinses Alice, hertogin van Gloucester Air Chief Commandant van de WAAF
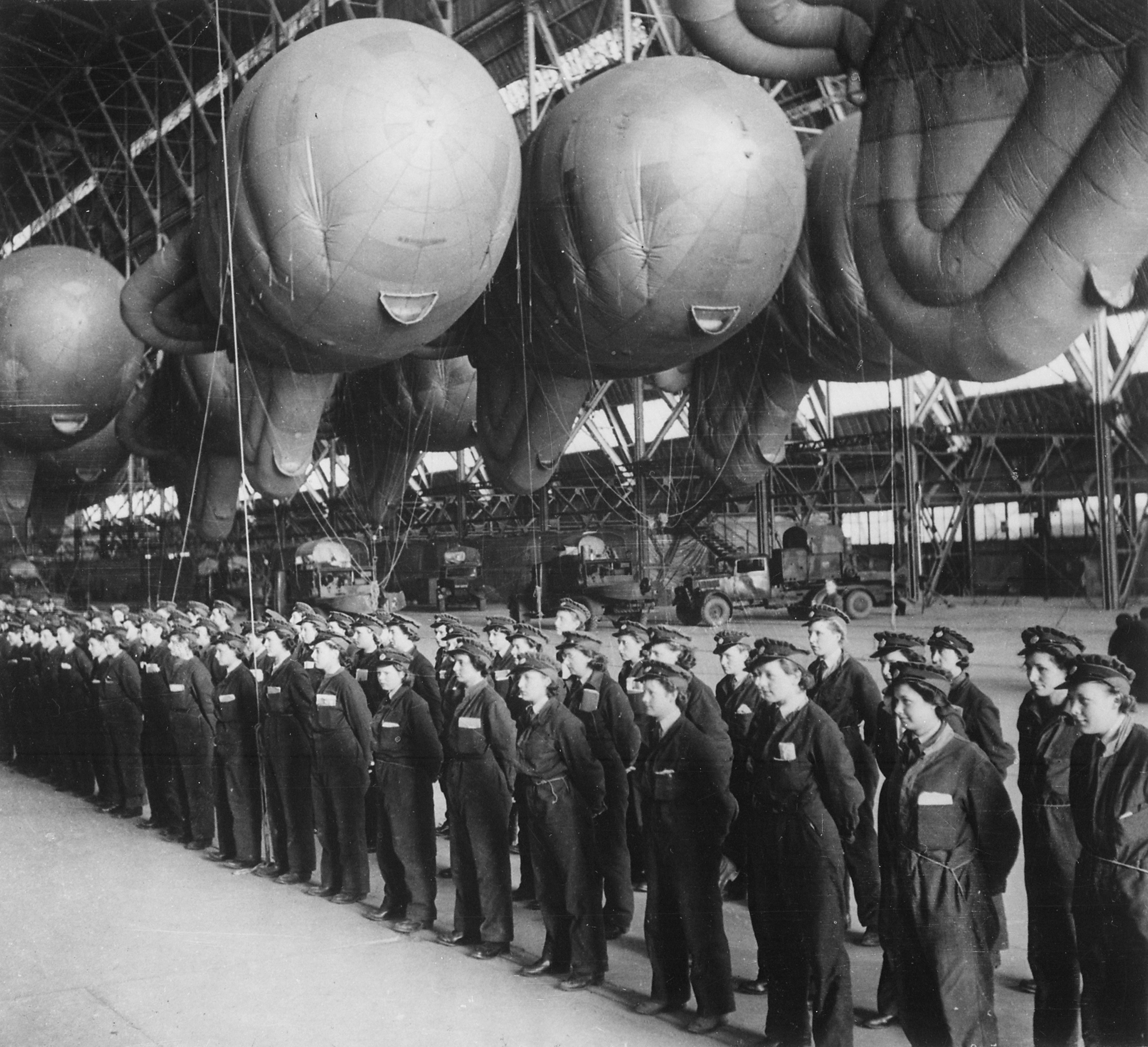
WAAF Barrage Balloon bemanning bij RAF Cardington in Bedfordshire
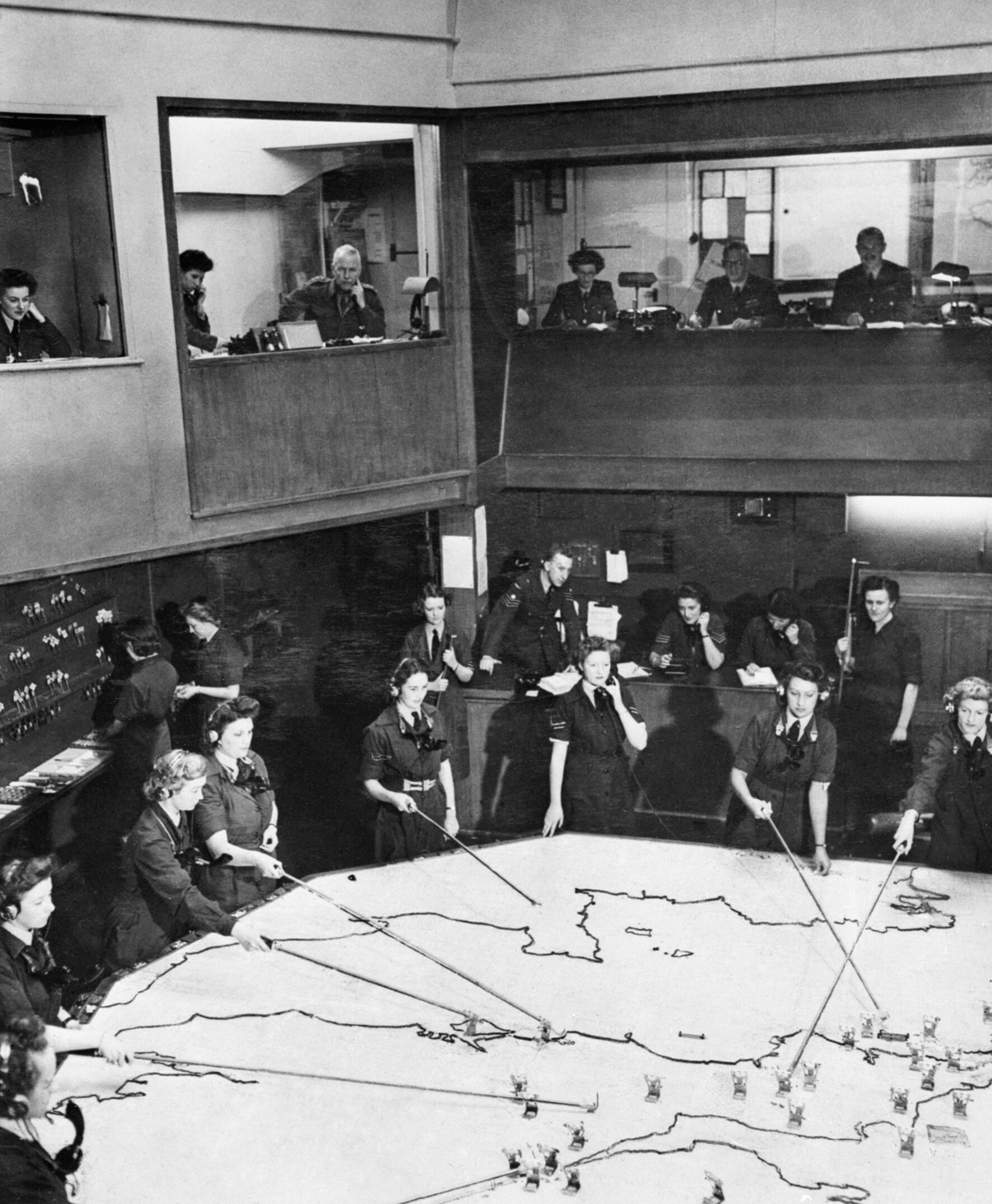
De controlekamer op het hoofdkwartier van RAF Fighter Command's Group nr.10, Rudloe Manor (RAF Box), Wiltshire, waar WAAF-plotters en dienstdoende officieren aan het werk zijn (1943)
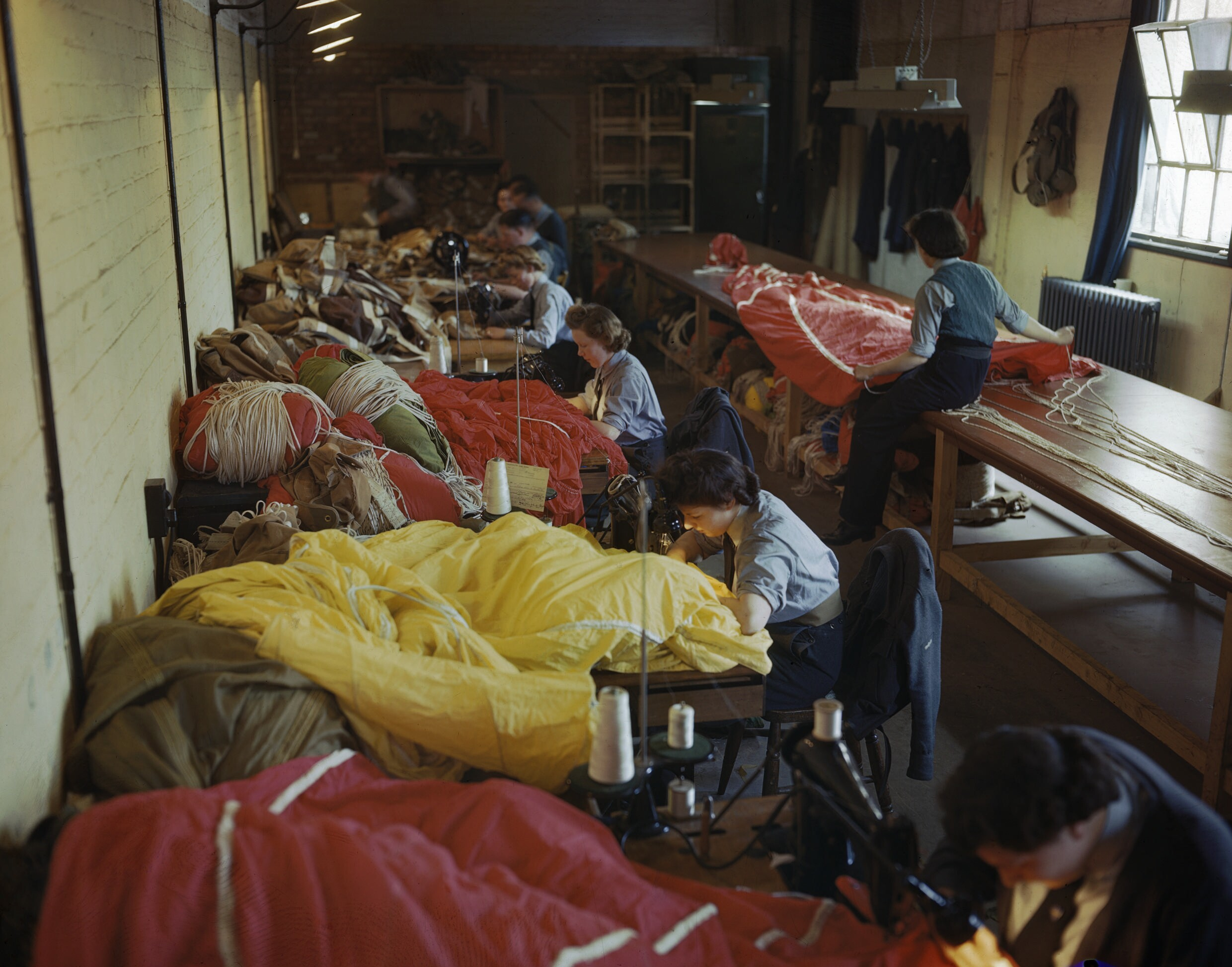
Leden van de WAAF repareren parachutes en pakken ze in voor gebruik door luchtlandingstroepen tijdens de invasie in Normandië (31 mei 1944)
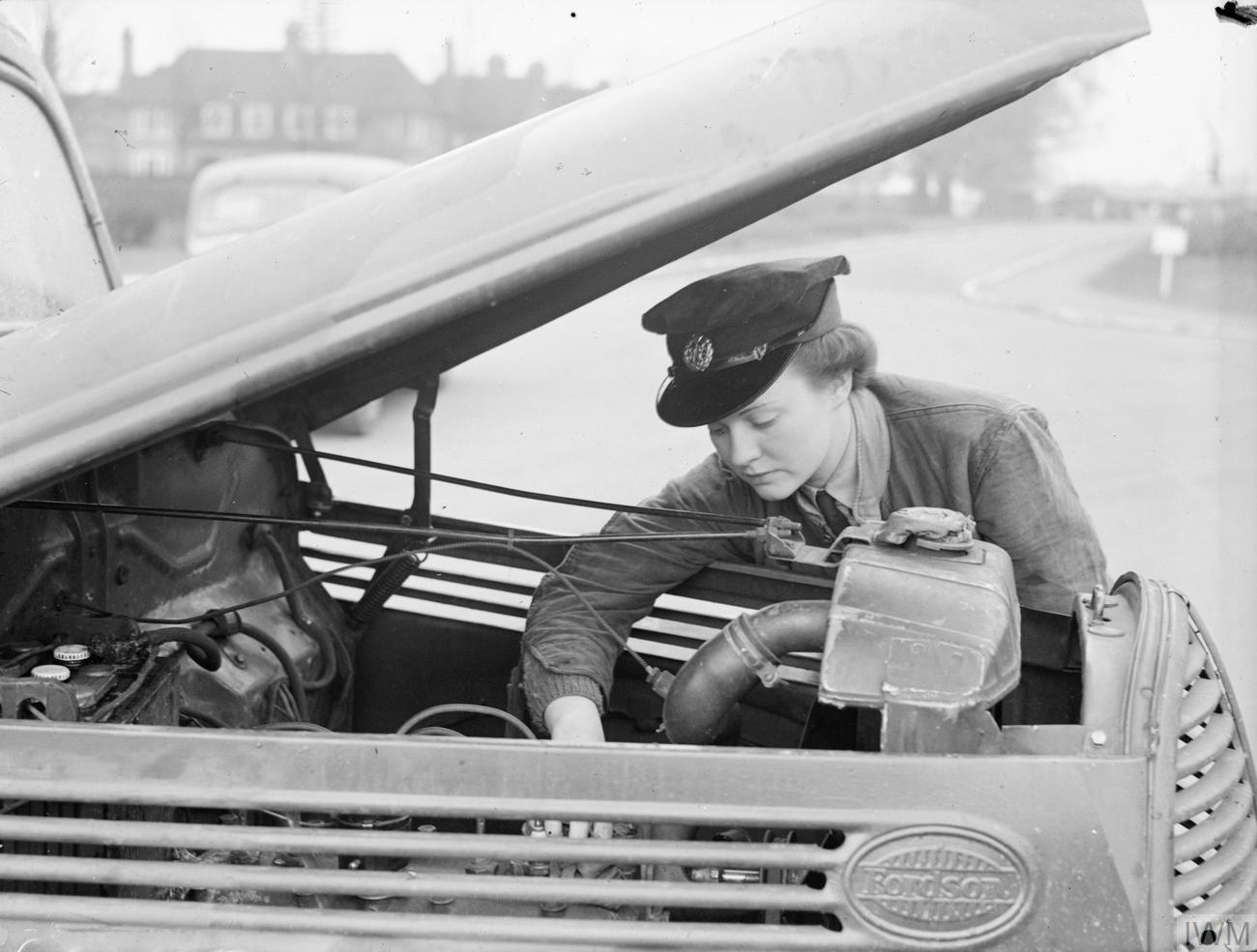
Een WAAF-chauffeur in opleiding bij de RAF School of Motor Transport in Cardington, Bedfordshire die de motor van haar voertuig controleert, voordat zij aan haar dagtaak begint
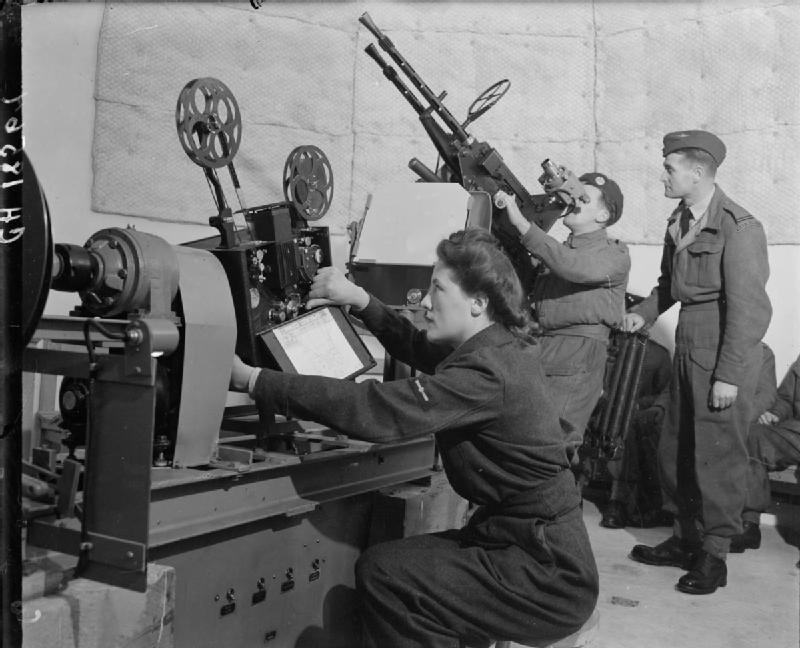
Een soldaat van het regiment Royal Air Force tijdens instructies in een luchtafweergeschut op RAF Leuchars, terwijl een WAAF de doelen projecteert

## Verder lezen
- (en) Escott, Beryl Women in Air Force Blue, Patrick Stephens, 1989. ISBN 1-85260-066-7
- (en) Escott, Beryl Our Warart Days, The WAAF in World War II, Sutton Publishing Ltd, 1995. ISBN 0-7509-0638-3
- (en)  Escott, Beryl The WAAF: A History of the Auxiliary Air Force, Shire Publications, 2003. ISBN 0-7478-0572-5 (ook geciteerd op [dode link]Nasenoviny[dode link] in de context van Tsjechische WAAFs)
- (en) Gane Pushman, Muriel We All Wore Blue: Experiences in the WAAF, Tempus, 2006. ISBN 978-0-7524-4130-6
- (en) Halsall, Christine, Women of Intelligence. Winning the Second World War with Air Photos, The History Press, 2012. ISBN 978-0-7524-6477-0
- (en) Manning, Mick & Granström, Brita Taff in the WAAF, Janetta Otter-Barry Books (Frances Lincoln), 2010. ISBN 978-1-84780-093-0 (Winnaar English Association Award)
- (en) Rice, Joan Sand In My Shoes: Coming of Age in the Second World War: Wartime Diaries of a WAAF, Harperpress, 2006. ISBN 0-00-722820-1
- (en) Settle, Mary Lee All the Brave Promises: The Memories of Aircraft Woman 2nd Class 2146391 (1966)
- (en) Stone, Tessa "Creating A (Gendered?) Military Identity: The Women's Auxiliary Air Force in Great Britain in the Second World War ", Women's History Review, oktober 1999, deel 8, nummer 4, pp. 605–624 (wetenschappelijke studie)
- (en) Turner, John Frayn (2011). The WAAF at War. Pen and Sword Aviation, Barnsley, Yorkshire.
- (en) Watkins, Elizabeth, Cypher Officer, Pen Press Publications, Brighton, 2008. ISBN 978-1-906206-27-7 (Een verslag uit de eerste hand van een jonge WAAF-officier in actieve dienst in de Tweede Wereldoorlog in Egypte, Kenia, de Seychellen en Italië)
- (en) Wyndham, J. Love is Blue, Heinemann, 1986. ISBN 0-00-654201-8
- (en) Younghusband, Eileen, Not an Ordinary Life. How Changing Times Brought Historical Events into my Life, Cardiff Centre for Lifelong Learning, Cardiff, 2009. ISBN 978-0-9561156-9-0 (pagina's 36–70, 251–55 en 265–67 beschrijven de ervaringen van een WAAF-‘radarfilteraar’ in de Tweede Wereldoorlog)
- (en)  Younghusband, Eileen One Woman's War, Candy Jar Books, 2011. ISBN 978-0-9566826-2-8